# جان دريسكول
جان دريسكول (بالإنجليزية: Jean Driscoll)‏ هي منافسة ألعاب القوى أمريكية، ولدت في 18 نوفمبر 1966 في ميلواكي في الولايات المتحدة.

## روابط خارجية
- جان دريسكول على موقع Paralympic.org (الإنجليزية)
- جان دريسكول على موقع أوليمبيديا (الإنجليزية)